# Revue des Études Arméniennes
Revue des études arméniennes — французский научный журнал по арменистике, публикуемый Парижским университетом. Основная специализация — классический и средневековый периоды истории Армении, история искусства, филология, лингвистика и литература. Основан в 1920 году французскими учёными Фредериком Маклером и Антуаном Мейе. Мейе сам написал многие статьи в годы становления журнала (1920—1933), которые обычно охватывали историю Армении, грамматику и фольклор. С 1934 по 1963 Revue не издавался
В 1964 году, благодаря усилиям парижского армянского ученого Айга Бербериана (1887—1978), журнал был возрождён. Бербериан смог заручиться финансовой поддержкой Calouste Gulbenkian Foundation для издания журнала, и первый том «Новой серии» вышел под его редакцией в 1964 году. Однако, в отличие от первой серии, от публикации статей о современном периоде истории Армении отказались, и с тех пор журнал ограничивается ранним современным периодом (то есть примерно до XVIII века).
До 1933 года статьи публиковались на французском языке, но после возобновления издания они также выходят на английском и немецком. В разное время его главредами выступали Антуан Мейе, Айг Бербериан, Жак Бенвенист (1964—1975), Жорж Дюмезиль (1975—1980) и Сирарпи Тер-Нерсесян (1981—1989). Нынешние редакторы — Арам Мардиросян, Нина Гарсоян и Жан-Пьер Маэ, дистрибуцией занимается международное научное издательство со штаб-квартирой в Лёвене Peeters Publishers.